# Wiebke Schröder
Wiebke Eline Josefine Schröder, geb. Brodersen, (* 15. Mai 1934 in Bentheim; † 4. Januar 2018 in Kronach) war eine deutsche Bryologin.
Zusammen mit ihrem langjährigen Lebenspartner, dem Astrophysiker, Astronomen und Botaniker Ludwig Meinunger (1936–2018), erforschte sie über einen Zeitraum von insgesamt 12 Jahren, jeweils sieben volle Monate im Jahr, die Verbreitung von Moosen in ganz Deutschland und legte die Grundlage zur Herausgabe des dreibändigen Werkes Verbreitungsatlas der Moose Deutschlands, das im Jahr 2007 erschien.
Im Jahr 2010 wurde sie zusammen mit Ludwig Meinunger mit dem Akademie-Preis der Bayerischen Akademie der Wissenschaften geehrt.

## Schriften
- mit Ludwig Meinunger: Bemerkenswerte Moos- und Flechtenfunde in Hessen und angrenzenden Gebieten. In: Botanik und Naturschutz in Hessen (7.1994, S. 33–36)[2]
- mit Ludwig Meinunger: Bemerkenswerte Moosfunde in Hessen. In: Botanik und Naturschutz in Hessen (12.2000, S. 93–96)[3]
- mit Ludwig Meinunger: Verbreitungsatlas der Moose Deutschlands. Regensburger Botanische Gesellschaft (Hrsg.), 2007; 3 Bände:[4]
  - 1: Allgemeiner Teil, Spezieller Teil: Lebermoose & Torfmoose.
  - 2: Akrokarpe Laubmoose: Andreaeaceae bis Splachnaceae.
  - 3: Akrokarpe & pleurokarpe Laubmoose: Schistostegaceae bis Hypnaceae.